# Anne Katrine Andersen
Anne Katrine Andersen (født 2. marts 1972) er en dansk skuespiller.
Anne Katrine Andersen er uddannet på Skuespillerskolen ved Odense Teater i 2002, samt på Michael Chekov Studio i Århus i 1996.

## Film
- MollyCam (2008)
- You & Me Forever
- Øje-blink